# 1 Skrzydło Lotnictwa Taktycznego
1 Skrzydło Lotnictwa Taktycznego (1 SLT) – za podstawę dla jednostki posłużyła 3 Dywizja Lotnictwa Myśliwsko-Bombowego. Jednostka organizacyjna znajdująca się w mieście Świdwinie.

## Historia
W roku 2006 zostało podporządkowanych jej 5 jednostek lotniczych. Sama stała się związkiem taktycznym w składzie 10 jednostek, odpowiedzialnych za ochronę powietrznych granic Polski. Od 1 stycznia 2009 r. 1 Brygada Lotnictwa Taktycznego stała się 1 Skrzydłem Lotnictwa Taktycznego.
Od 1 stycznia 2014 r. w wyniku reformy struktur dowodzenia jednostka podlegała pod Dowództwo Generalne Rodzajów Sił Zbrojnych
Decyzją Nr 431/MON z dnia 15 grudnia 2016 r. w skrzydle została wprowadzona oznaka rozpoznawcza w dwóch wersjach: na mundur wyjściowy i mundur polowy.

Insygnia 1 SLT
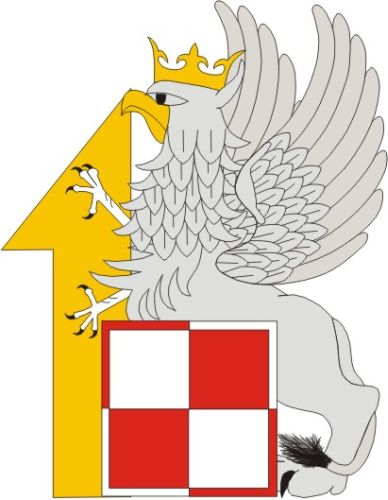
Logo
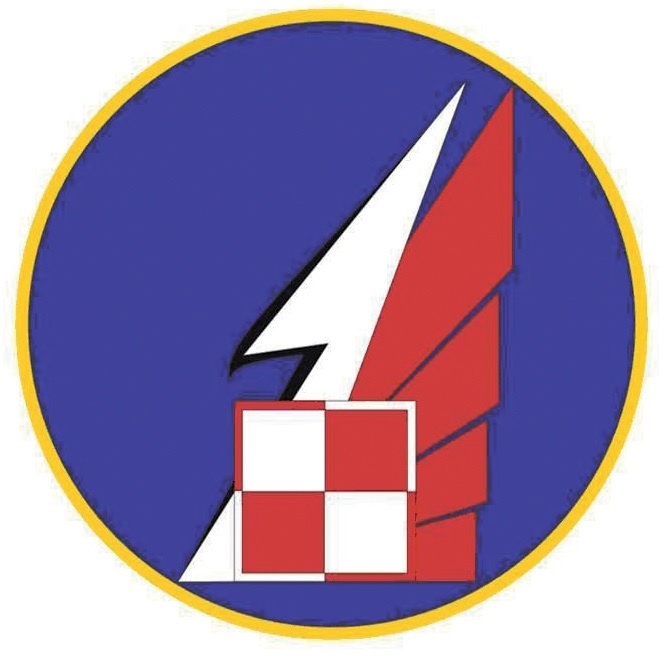
Oznaka rozpoznawcza (2011-2016)
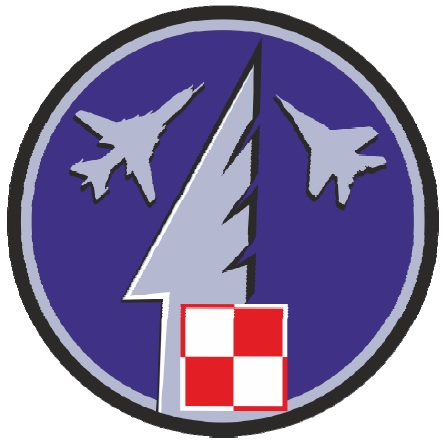
Oznaka rozpoznawcza na mundur wyjściowy (od 2016)
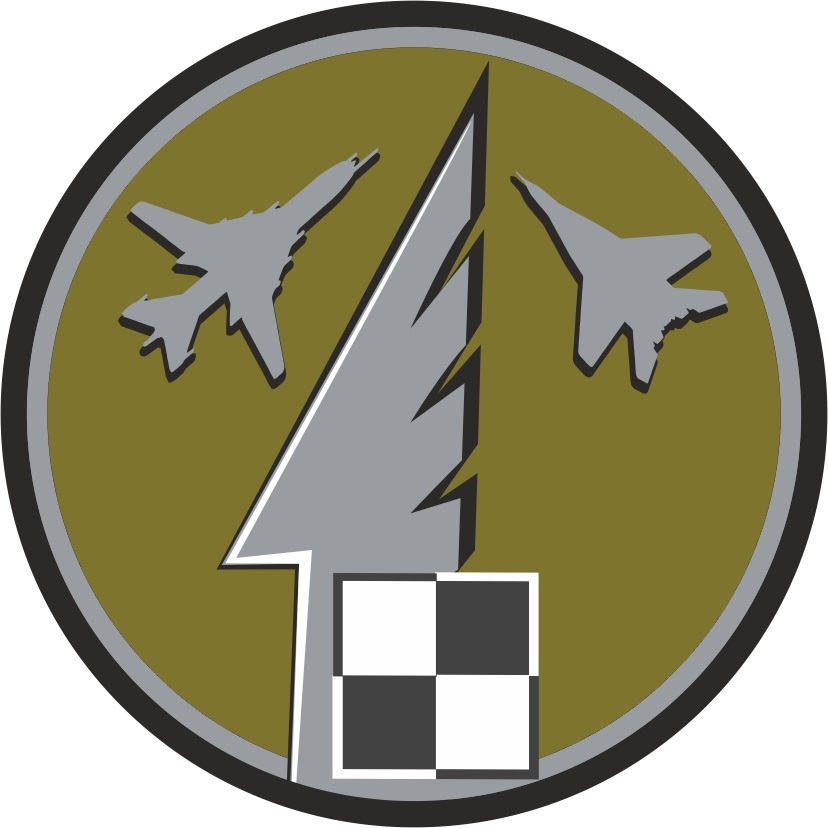
Oznaka rozpoznawcza na mundur polowy (od 2016)

## Struktura organizacyjna
W roku 2023:
- 12 Baza Bezzałogowych Statków Powietrznych
- 21 Baza Lotnictwa Taktycznego
- 22 Baza Lotnictwa Taktycznego
- 23 Baza Lotnictwa Taktycznego

## Dowódcy skrzydła
- gen. bryg. pil. Stefan Rutkowski (1 I 2009 – 23 VII 2010)
- cz.p.o. płk dypl. pil. Eugeniusz Gardas (23 VII 2010 – I 2011)
- cz.p.o. płk pil. Wojciech Pikuła (I 2011 – 15 III 2011)[4]
- gen. bryg. pil. Tadeusz Mikutel (15 III 2011 – 7 IX 2015)
- płk dypl. inż. pil. Rościsław Stepaniuk (7 IX 2015 – 11 I 2017)
- gen. bryg. pil. Ireneusz Starzyński (11 I 2017 – 1 II 2019)
- gen. bryg. dr inż. pil. Maciej Trelka (1 II 2019 – 1 II 2024)
- gen. bryg. mgr inż. pil. Piotr Iwaszko (od 1 II 2024)[5]

## Przeformowania
3 Dywizja Lotnictwa Myśliwskiego (rozformowana) ↙ 11 Dywizja Lotnictwa Myśliwskiego (1951–1963) → 3 Brandenburska Dywizja Lotnictwa Myśliwskiego (1963–1971) → 3 Brandenburska Dywizja Szturmowa (1971–1982) → 3 Brandenburska Dywizja Lotnictwa Myśliwsko-Bombowego (1982–1998) → 1 Brygada Lotnictwa Taktycznego (1998–2009) → 1 Skrzydło Lotnictwa Taktycznego